# Arrankudiaga
Arrankudiaga – gmina w Hiszpanii, w prowincji Biskaja, w Kraju Basków, o powierzchni 22,75 km². W 2011 roku gmina liczyła 961 mieszkańców.
W miejscowości jest przystanek kolejowy Arrankudiaga.